# Sinosia
Sinosia là một chi bướm đêm thuộc họ Erebidae.